# مشبكة (حقيبة)

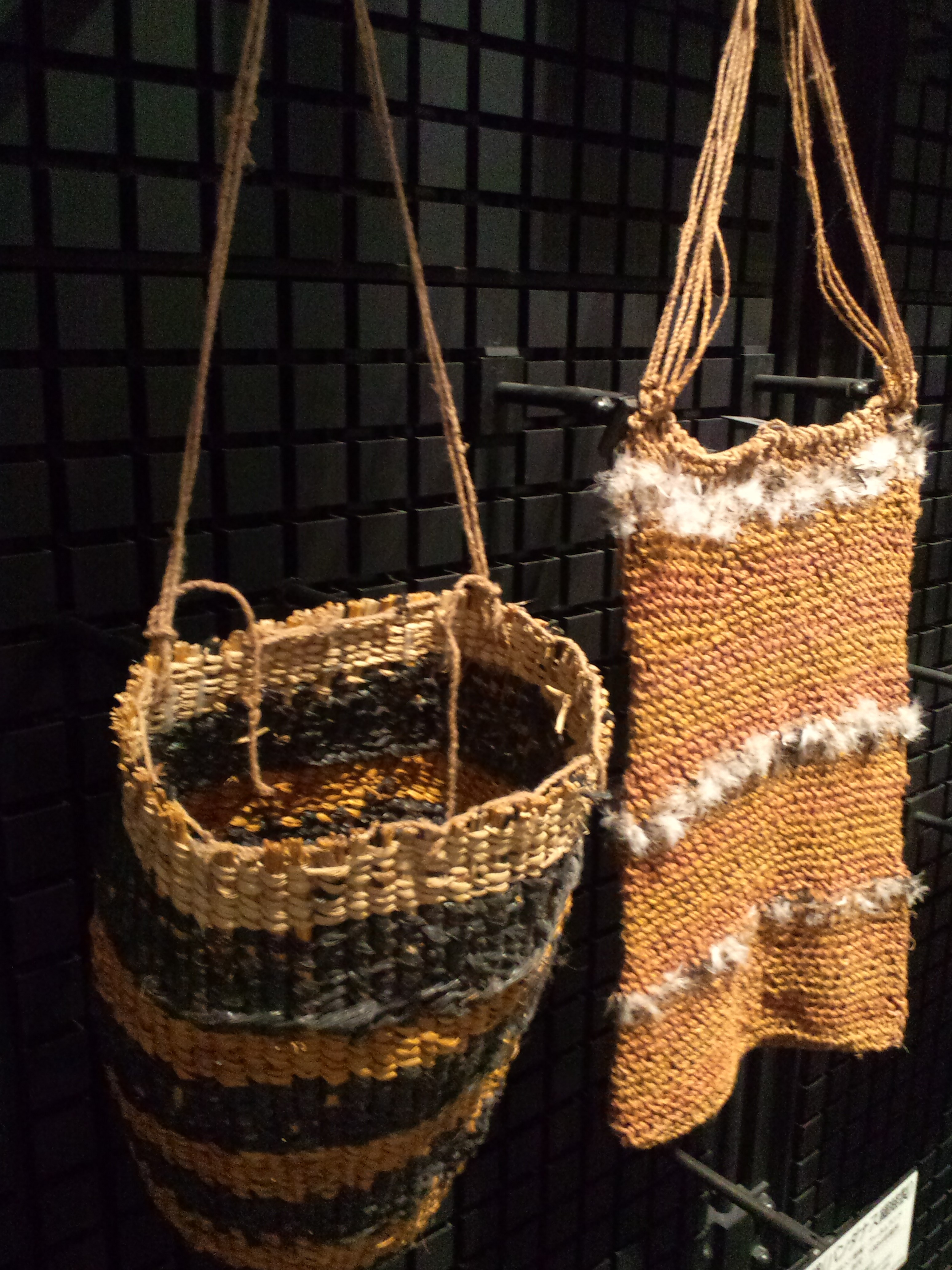
مشبكات من أرض أرنهيم.

المُشَبَّكَة هي حقيبة تقليدية عند الأستراليين الأصليين منسوجة بشكل عام من ألياف نباتية. صممتها واستخدمتها النساءُ لجمع ونقل الطعام وتوجد بشكل شائع في الأجزاء الشمالية من أستراليا.